# 턱관절 장애
턱관절 장애 또는 악관절 장애(顎關節 障碍, 영어: temporomandibular disorder, TMD)는 턱 관절의 동통성 기능 장애, 두통을 포함한 두경부 동통장애를 의미한다.
턱관절은 아래턱뼈(하악골)와 옆머리뼈(측두골) 사이에 위치하여 두 뼈를 연결하는 관절로, 양쪽 광대뼈 밑, 귀 바로 앞쪽에 위치한다. 턱관절은 모든 턱 운동의 중심축으로 작용하며 턱근육과 인대에 의해 지지 되는데, 이때 턱관절 사이에 있는 관절원판(디스크)은 뼈와 뼈 사이에 발생할 마찰과 자극을 완충해주는 역할을 한다. 이러한 근육과 인대, 관절원판, 턱뼈가 함께 입 벌리기(개구), 씹는 행위(저작), 말하기, 삼키기 등 다양한 활동을 담당하는데, 여러 요인에 의해 이러한 턱관절 기능에 이상이 생긴 것을 턱관절 장애 혹은 악관절 장애, 또는 흔히 턱 디스크증이라고 한다. 두통을 포함한 머리, 얼굴, 목부위 통증을 동반하는 경우가 많아 옆얼굴아래턱 장애(측두하장애) 또는 머리아래턱 장애라고도 한다.

## 증상
턱관절 장애의 대표적인 증상은 소리와 통증, 움직임 제한이 있다. 입을 벌리고 다물 때에 귀 앞에서 딱딱 혹은 삐걱 소리가 나고 턱을 움직이기가 불편하여 운동이 제한되며 통증이 수반된다. 턱관절 장애의 특성상 턱 부근의 통증에 제한되지 않고 증상은 몸 전체에서 수반되지만 그 부분에 대해서는 '합병증' 부분에서 살펴보겠다.
턱관절 장애는 관절원판장애, 관절염, 탈구, 강직 등으로 세분화된다.

### 관절원판장애
턱관절 속에 들어 있는 원판(디스크)이 원래 위치를 벗어난 상태로, 초기에는 입을 벌리거나 다물 때 턱관절에서 달각거리는 소리가 나는 것 이외에는 별다른 증상이 없다. 그러나 점차 진행됨에 따라 가끔씩 턱이 걸리는 느낌이 들며 좀 더 진행되면 갑자기 입이 벌어지지 않으면서 턱관절에 심한 통증을 느끼게 된다.
턱관절 장애의 경우 증상이 나타났다가 이내 사라지곤 하는 경우가 잦아 대수롭지 않게 여기고 치료시기를 놓치는 경우가 많다. 그러나 이로 인해 증세가 만성화되면 턱관절과 인접한 조직이 파괴되거나 변성되어 턱디스크, 턱인대 파열, 턱관절 유착, 턱관절염 등으로 발전되기도 한다.

### 관절염
관절염이 있을 경우 음식을 씹거나 턱을 움직이는 것이 불편하며, 관절이 아프고 때로 바스락거리는 소리가 난다. 이 증상이 악화될 경우, 턱관절이 굳어(강직) 입이 잘 벌어지지 않고, 그에 따라 음식물을 섭취하기가 어려워진다.
턱관절과 턱 근육은 기능적으로 서로 밀접한 관계를 맺고 있어 관절병이 일어나면서 근육병이 함께 발병하기 쉽다. 근긴장, 근막통, 근염, 근경련, 근경축 등이 바로 그것인데 근긴장이나 근막통은 근육의 피로 누적, 근염은 외상이나 감염, 근경련은 중추성 원인이나 전해질 대사의 장애가 원인이 되어 발생한다. 또 단일 원인 뿐만 아니라 여러 내분비 기능이나 심리적 요인에 의해서도 많은 영향을 받는다.
또한 턱관절병이 근육이상을 동반할 경우, 턱 근육의 이상뿐만 아니라 신체의 다른 부분의 이상을 불러일으켜 전신 장애로 퍼질 수도 있다.

## 원인
턱관절 장애의 원인으로는 나쁜 습관, 외상, 교합 부조화, 심리적 요인 등이 있다. 그러나 명확하게 밝혀진 직접적 원인은 없다. 다만 이와 같은 요인들이 복합적으로 작용하여 턱관절을 중심으로 주변 근육 조직의 부조화를 일으킨다. 그리고 이러한 관절의 외상에 적절히 대응치 못하거나 불안적 요인들이 만성적으로 가중될 경우 빈발하게 된다.

### 나쁜 습관
단단하고 질긴 음식을 즐겨먹는 식습관은 앞니로 손톱이나 다른 물체를 물어 뜯는 행위, 이를 갈거나 악무는 습관, 평상시 턱을 가만히 두지 못하고 계속 움직이는 사람, 음식을 먹을 때 한쪽으로만 씹는 습관, 입을 너무 자주 크게 벌리는 행위, 자세불량, 입술이나 뺨을 안쪽에서 깨물기 등이 턱관절 장애에 영향을 미치는 나쁜 습관이다. 턱괴기, 옆으로 누워서 자거나 엎드려 자는 수면자세도 함께 꼽힌다.

### 외상
교통사고나 구타, 충격 등으로 턱이나 두개골에 직접적인 충격이 간 경우 턱관절 장애를 유발할 수 있다. 또는 불량 보철물에 의해서도 일어날 수 있다.

### 교합 부조화(부정교합)
현재까지 연구로는 갑작스러운 교합변화가 보호성근긴장과 같은 턱관절장애 증상 일부를 일으킬 수는 있으나, 부정교합 자체가 턱관절장애를 일으키는 것은 거리가 멀다고 알려져 있다.
또한 개교합(Openbite)과 같은 부정교합은 턱관절 퇴행성관절염의 결과로 나타날 수 있다.

### 심리적요인
스트레스, 불안, 긴장, 우울, 신경과민 등의 심리적 요인이 턱 주위 근육을 흥분시켜 치아의 맞물림을 어긋나게 하여 관절에 무리한 힘이 가해질 경우 턱관절 장애를 부르는 원인이 될 수 있다.

### 그 외
유전적인 원인이나 법적 소송, 가정이나 직장에서의 불화와 같은 좋지 못한 사회적 요인, 이해부족이나 부정적 사고 등의 인지요인과 만성진동, 소음 등의 환경적 요인도 영향을 준다고 알려져 있다.

## 진단

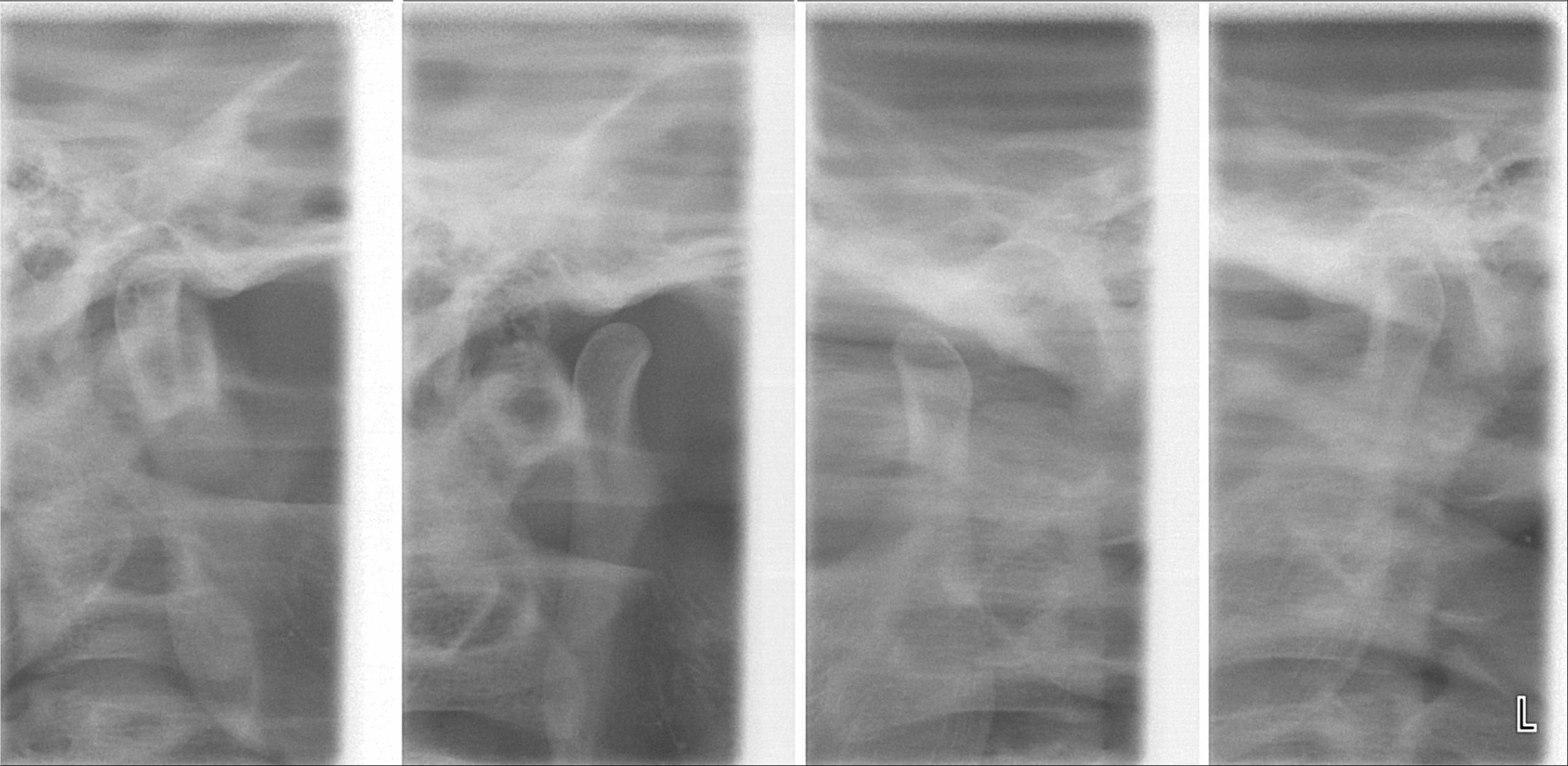
파노라마 방사선 촬영기를 이용해 턱관절 부위를 촬영한 사진이다. 이러한 사진은 CT나 MRI보다 저렴하고 간단하므로 턱관절 장애의 초기 감별진단을 위하여 흔히 사용된다.

입을 벌리고 다물 때, 음식을 씹을 때, 말을 할 때 등등 턱 관절에서 소리가 나거나 통증이 있고, 운동에 제한이 있을 경우 치과의 구강내과에서 진단을 받는다.
사실, 입을 벌리거나 다물 때, 턱을 움직이거나 음식을 씹을 때 귀 앞 부위 안 턱관절에서 소리가 나는 사람은 전체 인구의 22~44%정도라고 한다. 그러나 두통을 포함해 입을 크게 벌릴 수 없거나 혹은 제대로 다물 수 없는 경우, 즉 턱관절 관련 장애로 치료가 필요한 사람은 전체인구의 약 5~7%라고 한다. 특히, 우리나라에서는 2~30대 여성과 수험생들에게서 흔히 발견되는 질병이다.또한 일상생활에서 무심코 행하는 습관들로 인해 발병하는 생활질병의 하나로 분류할 수도 있다. 그만큼 흔하지만 환자들이 잘 자각하지 못하고 있으며 잘 알려지지 않은 질병이라 모르는 사이에 병을 키우게 될 가능성이 많은 병이다.
구체적으로 입을 벌렸을 때 아랫니와 윗니 사이에 손가락이 3개 이상 옆으로 들어가지 않거나 질기거나 딱딱한 물체 혹은 음식을 씹을 때 아프고, 광대뼈 나 볼, 턱 부위에 통증이 있거나, 두통, 목이나 어깨 동통, 어지럼증, 귀의 충만감, 이통, 귀울림 등의 증상이 하나라도 있으면 악관절 장애를 의심해 보아야 한다.

## 검사
턱관절 장애는 여러 가지 복합적인 원인에 의해 발생하며, 다음의 검사를 통해 장애 발생의 직접적인 요인을 파악한다.

### 하악운동 범위 검사
턱 운동의 제한 정도를 알아보기 위해 입을 최대한 벌려 개구 범위를 측정하고, 턱을 좌우 또는 앞으로 내밀어 턱 뼈의 탈구 여부 및 통증 수반 여부를 확인하는 검사이다. 입을 최대한 벌렸을 때, 남자는 45~50mm, 여자는 40~45mm가 정상 개구 범위이며, 40mm 이하일 때 개구 제한으로 본다.

### 턱관절 소리검사
관절원판의 전방 변위, 턱관절을 구성하는 골격의 형태변화, 원판인대의 불안정, 하악의 과대 동요 등으로 턱 관절에서 소리가 발생할 수 있으므로 다른 증상 없이 딱딱거리는 소리만 있을 경우 측두 하악 장애로 인한 것인지, 아니면 단순한 관절음인지에 대한 감별진단이 필요하다.

### 턱관절 및 근육 촉진 검사(palpation 검사)
손으로 턱뼈와 근육 부위를 촉진하여 눌렀을 때 통증이 느껴지는지를 확인하는 검사이다. 근막동통, 관절낭염, 원판후조직염 등의 진단에 필수적이다. 이때 가급적 균일한 힘(1kg)으로 손가락에 압력이 가해지도록 촉진하는 것이 중요하다.

### 교합검사
부정교합에 의한 악관절 질환인지 판별한다.

### 방사선검사
관절의 퇴행성 변화 유무를 알 수 있다.

## 치료
턱관절 구성 조직은 일단 손상이 되면 회복이 매우 어렵기 때문에 예방과 발생했을 경우 조기에 발견하여 신속하게 치료하는 것이 매우 중요하다. 우선 그 원인과 증상을 명확히 판단하여 턱관절의 이상인지 관련근육 혹은 치아와 관련된 장애인지를 판단한다. 턱관절이 더 이상 손상되지 않도록 무리한 충격으로부터 턱관절을 보호하고 기능을 안정시키는 것이 치료의 기본 방향이며, 그 후에 증상에 따라 교합치료, 약물치료, 물리치료, 운동요법, 행동요법, FCST 턱관절 균형요법 등을 적절하게 병행한다.

### 교합안정장치(스플린트) 요법
- 교합안정장치 역할

1. 턱관절 안정화
2. 치아 보호
3. 저작계에 가해지는 힘을 재분배
4. 거상근 이완
5. 이갈이 감소
6. 악골 및 구강악습관에 대한 환자의 인지(awareness)를 증가
- 교합안정장치 기전 가설

1. 교합이개설
2. 상하악 재배열설
3. 과두위치변화설
4. 수직고경증가설
5. 인지 자각설
6. 위약효과설
7. 중추신경계에 대한 말초자극 영향설

### FCST 턱관절 균형요법
양쪽 턱관절 간격을 조절하는 치료법이다. 양쪽 턱관절의 전후, 좌우, 상하, 수평의 1/16에 해당하는 균형점을 찾아서, 이를 중심으로 경추를 특수 추나치료하고, 이를 유지시켜주는 1회용 장치인 맞춤형 유지 장치 CBA와 표준형 유지 장치 TBA(ABA, OBA 등)을 이용하는 한의학적 치료방법이다. 양쪽 턱관절은 경추 1-2번 축을 조절하게 되고, 경락을 안정화 시켜주고, 턱관절 옆으로 지나가는 9개의 뇌신경에도 영향을 준다. 또한 뇌와 척추로 이어지는 뇌척추신경계의 안정 및 척추 전체의 정렬을 정상화 시켜, 인체에 내재된 치료가 정상화 된다. 턱관절 이상을 동반한 편두통, 불안, 어지럼증, 이명, ADHD, 운동틱, 음성틱, 뚜렛장애, 근긴장이상증, 연축성 사경증, 뇌성마비, 류마티스, 루푸스 등의 자가면역질환, 섬유근육통, 복합통증증후군, 목디스크, 허리디스크, 척추유합술 이후 통증과 저림 등 다양한 만성, 난치질환을 치료하는데도 응용되고 있다. 

### 약물치료
증상이 심할 때에 시행한다. 신경안정제와 항우울제, 소염진통제 등이 처방된다. 심한 근육통이나 근경련이 수반될 경우 근육의 긴장을 풀어주는 보톡스 주사도 효과가 있다.

### 물리치료
적절한 물리치료와 운동요법을 꾸준히 시행한다. 냉온습포, 초음파치료, 피부를 통한 신경 자극 등으로 근육과 관절을 이완시키고 동통을 조절한다.

### 운동요법
측두 하악 관절을 편하게 하고 머리, 목, 어깨, 근육을 이완시키는 운동방법이다. 턱 근육에 통증이 생기면 근육에 대한 충분한 휴식과 함께 혈액순환이 원활히 이루어지도록 하여 근육에 축적된 노폐물이 신속히 제거되도록 한다.

### 행동요법(자가요법)
부드러운 음식을 먹으며 하품을 할 때나 밥을 먹을 때 등 모든 경우에 있어서 입을 크게 벌리지 않는다. 음식을 씹을 때에 양 쪽을 번갈아 가며 고루 씹고 턱관절 장애를 일으킬 수 있는 나쁜 습관들을 행하지 않는다.

### 바이오 피드백
근육이 긴장에 대한 신호가 환자에게 전달되어 본인 스스로 근육이완상태를 유지하도록 훈련할 수 있다.
보통 1~4주 간격으로 3~6개월 치료를 받으면 대부분의 경우(80~90%)가 치료된다. 그러나 위의 여섯 가지 보존적 방법으로 6개월 이상 치료했음에도 불구하고 호전이 되지 않았을 경우 수술을 시행한다. 그러나 매우 어려우면서 사망 위험도가 높아 조기에 병을 발견하여 치료하는 것이 중요하다.

## 함께 나타날 수 있는 신체 증상들
신체의 생리적인 부분에 있어서도 균형을 무너뜨려 편두통과 신경불안, 어지럼증, 이명, 점액누출증, 축농증, 안구통, 소화 불량, 변비 등의 개연성이 없어 보이는 질병들도 매우 다양하게 일으킨다.
- 최근 뇌기능자기공명영상검사 연구에서 턱관절장애, 이명, 편두통, 요통 환자의 뇌 활성영역이 전두대상피질, 섬피질로 겹치는 것이 밝혀졌으며 이는 인간의 감정, 정신기능과 관련된 영역으로 알려져 있다. 따라서 이들 질환이 서로 인과관계가 있을 수도 있지만 그보다는 스트레스 등 같은 원인에 의해 이들 증상이 함께 나타났을 가능성을 배제할 수 없다.
심지어 일본에서는 치아와 턱관절의 장애가 치매와 알츠하이머에 영향을 미친다는 연구결과가 발표된 적이 있다.
- 최근 연구에서 우울증이 노년기의 치매 확률을 높인다는 연구 결과도 보고된 바 있기 때문에 정신건강과 같은 원인으로 턱관절장애, 치매 확률이 높아졌을 가능성을 완전히 배제할 수 없으며 그 인과관계는 아직 정확히 밝혀져있지 않다
또한, 턱관절장애가 측두골의 추체암양부에 영향을 미치게 되면 청각기, 평형감각, 내경동맥관, 안면신경, 삼차신경절의 이상을 일으킨다는 연구결과도 일본에서 발표된 적이 있다.

## 예방
턱관절 장애의 경우 치료가 매우 어렵고, 치료를 통해 턱이 제자리를 찾았다고 하더라도 다시 흐트러지는 경우도 많으므로 애초에 예방하는 것이 중요하다. 턱관절 장애는 턱괴기나 옆으로 자기 등 일상생활에서 일어나는 매우 사소해 보이는 습관들로부터 기인하는 경우도 많기 때문에, 예방하기 위해서는 식생활을 비롯한 기본적인 일상생활 차원에서 처음부터 올바른 습관을 들이는 것이 중요하다.
- 카페인, 소금, 질산염, 알코올, 타이라민 함유 음식물의 섭취를 삼간다.
- 단단하고 질긴 음식(오징어 등)의 섭취를 제한한다.
- 입을 크게 벌리지 않도록 주의한다.
- 무리한 턱관절운동을 하거나 턱관절의 소리를 내보지 않는다.
- 적절한 수면을 위해 낮잠을 피하고, 낮 시간 동안 적절한 활동을 하여 밤에 충분한 수면을 취하도록 한다. 잠자기 전의 알코올 섭취, 약제복용 등에 주의한다.
- 높은 베개를 사용하지 않는다.
- 스트레스 해소를 위해 긴장 완화를 위한 이완운동을 실시한다.
- 허리를 똑바로 펴는 등 바른 자세를 유지한다.
- 장시간 컴퓨터 사용을 삼간다.
이 외에도 손톱 물어뜯기, 음식을 한쪽으로만 씹지 않기 등 다양한 습관들에 있어서도 주의를 기울여야 한다.

## 참고자료
턱관절균형요법
한림대학교 의료원
- 곽경환 치과의원, 악관절장애
- 이데일리 뉴스 보관됨 2011-11-21 - 웨이백 머신
- 턱관절 장애 - 서울대학교병원 의학정보
- 서울구강내과치과의원, 턱관절장애 치료 3. 교합안정장치 이론
- [구강안면통증과 측두하악장애, 대한안면통증구강내과학회 편저]